# Molinara
Molinara è un comune italiano di 1 419 abitanti della provincia di Benevento in Campania.

## Geografia fisica
Il territorio è collinare (582 m s.l.m.).

## Origini del nome
Una prima ipotesi fa discendere il toponimo di Molinara dalla presenza sul suo territorio di numerosi mulini ad acqua; una seconda ritiene che il nome derivi dall'attività prevalente in passato degli abili scalpellini che rifornivano di mole per macine tutti i comuni limitrofi. Ancora, un'ipotesi non largamente condivisa vuole che il nome originario del borgo fosse Castello Montis Hilarii, con cui è denotata la località in un documento del 1118. Ultima in ordine di tempo è l'ipotesi che il nome del borgo derivi da moria elaia, l'"ulivo sacro" donato dalla dea Atena ai Greci, in riferimento agli ampi oliveti che si trovano attorno al paese.

## Storia

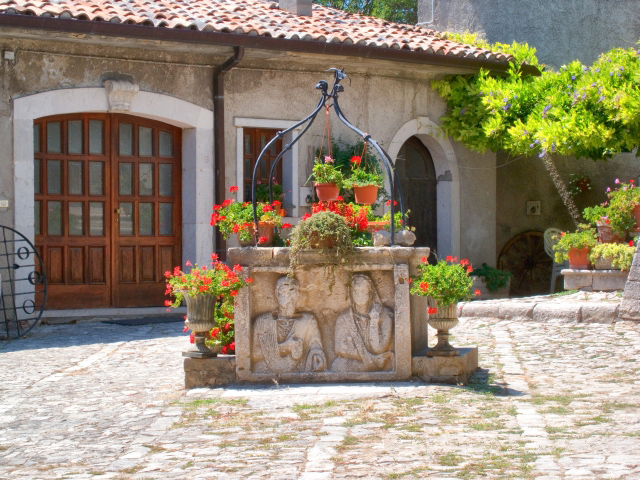
La stele romana sul pozzo del palazzo ducale

L'area di Molinara ricade in un territorio abitato in antichità dai Sanniti, successivamente conquistato dai Romani. Nel II secolo a.C., questi deportarono migliaia di Liguri Apuani nella zona: il centro principale di tale popolazione, che prese il nome di Liguri Bebiani, fu l'attuale contrada Macchia di Circello. E in effetti, non mancano nell'area ritrovamenti di piccoli oggetti e resti di sepolcri, anche se non sono sufficienti ad assicurare l'esistenza di un centro abitato già nell'antichità. Nel 1977 è stato rinvenuto un tetradramma bronzeo, coniato tra il 336 a.C. ed il 323 a.C., con l'effigie di Alessandro Magno, che testimonia contatti tra il Sannio e la Magna Grecia.
Molinara viene menzionata per la prima volta nel 992: in tale anno, fra i beni confermati all'abate di San Modesto di Benevento, compare una chiesa di Santa Maria posta a Molinara, forse la chiesa di Santa Maria in Plano cui si fa riferimento in documenti successivi. Comunque, si ritiene che la fondazione del paese sia legata all'arrivo di una comunità di monaci bizantini, che qui fondò la chiesa di Santa Maria dei Greci e attirò quindi le popolazioni limitrofe che si incastellarono in cerca di protezione dalle incursioni. La nascita del nucleo fortificato di Molinara può anche essere attribuita a ragioni politiche, considerando che il paese non è lontano da quelli che, nel X secolo, erano i luoghi degli scontri fra i Longobardi del Principato di Benevento e i Bizantini del thema di Langobardia.
Molinara viene poi menzionata in un documento del giugno 1118 da cui il castello appare come un possedimento di Raimondo di Loritello, figlio del defunto Rodolfo di Loritello e signore di Bovino; e ancora nel giugno del 1121 un altro documento la indica come terra dei figli del defunto Rodolfo, includendo dunque anche il fratello Goffredo. Faceva parte della contea di Ariano e, dopo la riorganizzazione del 1142, di quella di Buonalbergo. Nel Catalogus baronum appare nelle mani di un tale Roberto di Molinara.
Dopo la morte di donna Isolda di Molinara nel 1283, Carlo I d'Angiò concesse il feudo, assieme a quello di Roseto a Giacomo di Assumual. Morto questo senza eredi fra il 1292 e 1293, tali terre passarono a Bartolomeo di Capua, Protonotario del Regno.
I suoi successori tennero il feudo a lungo, insigniti in seguito del titolo di Conti di Altavilla: primo fra questi a detenerlo, forse, fu Roberto di Capua nel 1334. Seguirono il figlio Bartolomeo, il nipote Luigi e il pronipote Andrea di Capua, cui nel 1397 il re Ladislao I di Napoli riconfermava il possesso di Molinara. Nel 1443 Alfonso V d'Aragona investì dei titoli il figlio di quest'ultimo, Ludovico, e l'anno successivo il nipote, Andrea II. Nel 1459 re Ferdinando I di Napoli concesse tali titoli a Francesco, fratello di Andrea. Ancora vi furono Luigi II (figlio di Francesco, dal 1489); Bartolomeo II (fratello di Luigi, dal 1497); Luigi Martino (figlio di Bartolomeo, dal 1526).
Nel 1549 Luigi Martino di Capua vendette il feudo di Molinara al Regio Consigliere Giovan Tommaso de Minadois. Alla sua morte nel 1555 lo ereditò il figlio Giulio Cesare, Presidente della Regia Camera della Sommaria; questo lo donò al suo primogenito Giovan Tommaso II in occasione delle sue nozze (1612). Però, l'anno successivo, padre e figlio vendettero il feudo congiuntamente ad Ippolita Caracciolo, marchesa di San Marco dei Cavoti. Ancora, da questa lo comprò Giovan Battista de Iuliis (1615), che nel 1621 lo vendette a Francesco Carafa. Il figlio di Francesco, Marcello, rilevò il feudo nel 1634 e l'anno successivo, infine, lo alienò in favore di Marcantonio Muscettola, Duca di Spezzano.

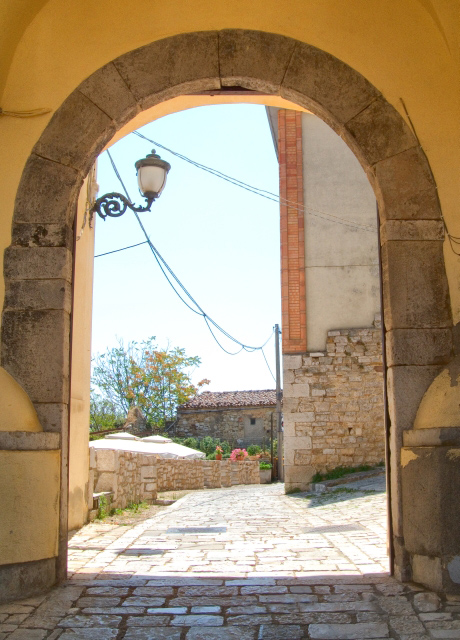
Porta Ranna

I Muscettola tennero stabilmente Molinara per più di un secolo, e vi risiedettero per la maggior parte del tempo. Con la morte di Marcantonio nel 1649, gli succedette il primogenito Francesco, che pagò il relevio del feudo nel 1656. Nel 1663 egli chiese ed ottenne dalla Regia Camera della Sommaria il permesso di mutare il nome del feudo in Spezzano; dopodiché (1677), ottenne dal re Carlo II di Spagna anche il cambiamento del proprio titolo nobiliare, cosicché il titolo di Duca di Spezzano si riferisse a Molinara, e non più al feudo calabrese. Francesco ebbe tre figli fra cui il poeta Antonio Muscettola, che ereditò il titolo di duca ed il feudo nel 1679, per morire nel palazzo familiare pochi mesi dopo. Così il titolo di Duca di Spezzano passò nelle mani del figlio Francesco II, quindi del 1712 in quelle di Giacinto, primogenito di quest'ultimo, che però dovette dividere i beni con i suoi tre fratelli; seguì il figlio Vincenzo Maria (1750). Carmine Maria, erede del titolo di Duca di Spezzano, morì senza eredi: il titolo ducale sarebbe stato devoluto alla Real Corona, concludendo la storia feudale di Molinara. Il nome Spezzano, mai gradito dalla popolazione, fu presto abbandonato in favore del vecchio.
Da un punto di vista amministrativo il comune, che già nel quadriennio 1743-46 era stato soggetto alla competenza territoriale del regio consolato di commercio di Ariano nell'ambito della provincia di Principato Ultra, fu poi aggregato al circondario di San Giorgio la Molara (anticamente detto San Giorgio della Molinara) nell'ambito del distretto di Ariano. Con l'unificazione italiana Molinara fu infine distaccata dal Principato Ultra per essere integrata nella neonata provincia di Benevento.
Il paese è stato stravolto dal terremoto del 1962 e successivamente dal sisma del 1980. Il centro storico fortificato fu, quindi, abbandonato.

## Monumenti e luoghi d'interesse

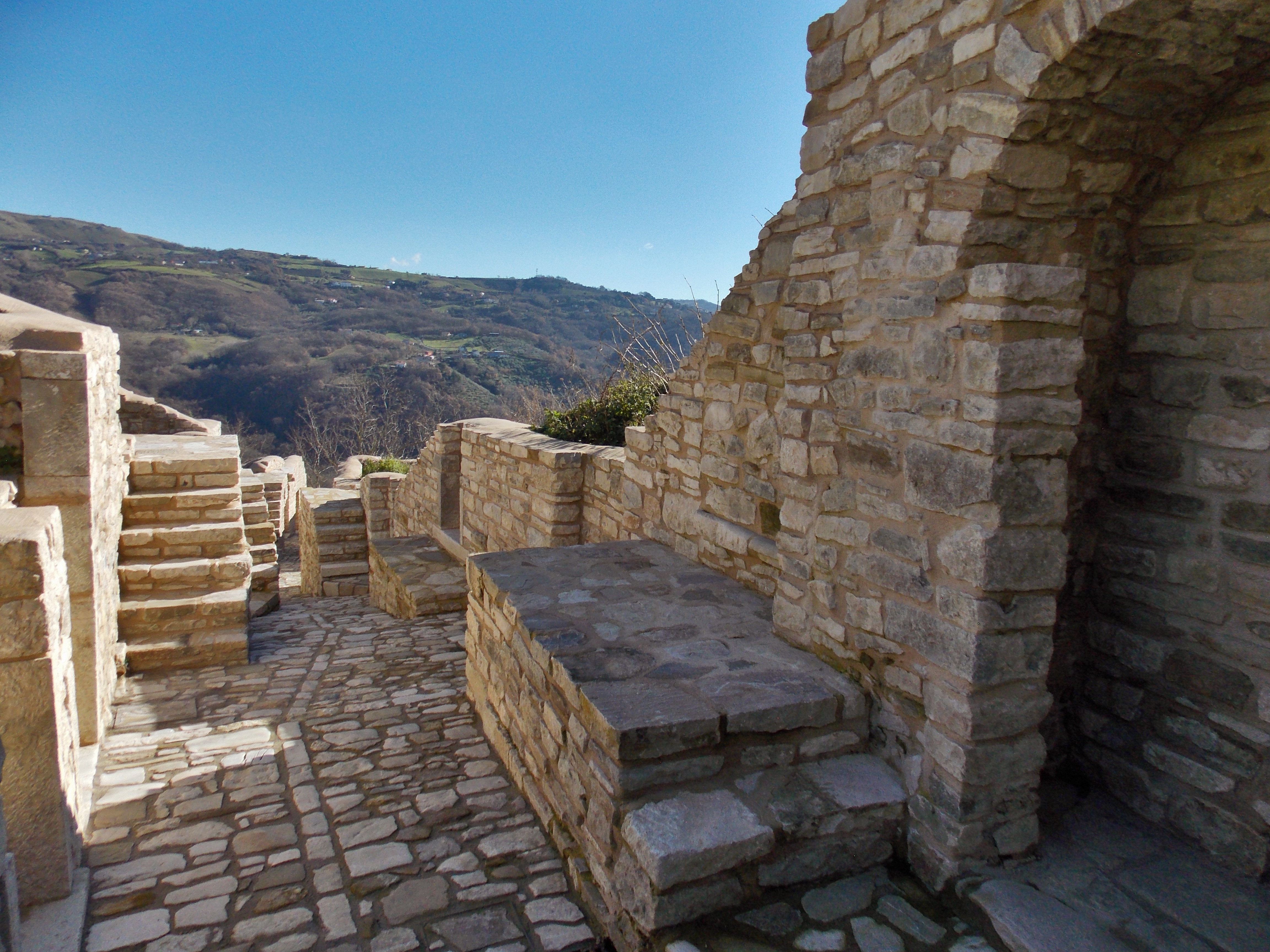
Un vicolo del Rione Terra

- Rione Terra (centro storico)

Il nucleo fortificato di Molinara è posto sulla cima di una collina a 592 m di altezza, delimitato da una cinta muraria dalla forma pentagonale: ad ogni vertice del poligono si trova una torre a pianta circolare, con base a scarpa. Un'altra torre quadrangolare, probabilmente di vedetta, si trova a metà del lato più lungo. L'abitato, fortemente danneggiato dal terremoto del 1962, è costruito in pietra calcarea in massima parte ed ha una pianta "a ventaglio"; la strada principale, Corso Umberto I, si trova in una posizione eccentrica e connette le due porte di accesso, Porta Ranna a nord e Porta da Basso, scomparsa, a sud.
Porta Ranna è inglobata nelle strutture dell'ex castello feudale, che occupa l'angolo nordoccidentale dell'abitato. Sul lato opposto della strada si affacciano i ruderi della chiesa di San Bartolomeo, che consistono in poco più di una singola parete e del campanile, facenti parte della cinta muraria. Sulla Porta da Basso, invece, affaccia ancora oggi la chiesa di Santa Maria dei Greci. Le costruzioni lungo la strada principale sono state largamente ricostruite dopo il terremoto.
Dal lato orientale di tale strada partono alcuni stretti vicoli a raggiera, che seguono con le loro scalette il digradare della collina. Degli edifici che affacciavano su tali vicoli, con le loro scalette esterne in pietra e i loro portali in successione, rimangono perlopiù ruderi, resi visitabili al pubblico nel 2016. Tuttavia rimane ben leggibile l'assetto del borgo antico, compreso il sistema fognario a cielo aperto che lo serviva.
Il centro fortificato si presenta isolato dal contesto, benché fuori da Porta Ranna si sviluppi il paese moderno, a cominciare dal borgo San Rocco. Quest'ultimo, anche se già esistente già nel XVIII secolo, è stato quasi totalmente ricostruito dopo il 1962.

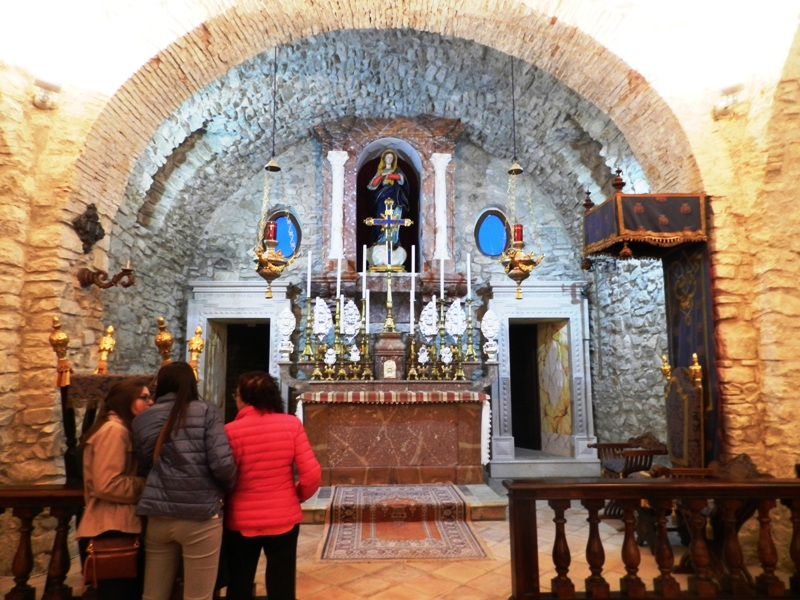
Presbiterio della chiesa di Santa Maria dei Greci

- Chiesa di Santa Maria dei Greci

La chiesa di Santa Maria dei Greci risale all'XI secolo circa. La sua fondazione dovrebbe essere connessa a quella dello stesso borgo fortificato di Molinara, ed avvenne forse ad opera di una comunità di monaci di cultura bizantina. In effetti, il battesimo nella chiesa è stato effettuato secondo il rito bizantino fino al 1737. L'edificio, benché molto modificato nel tempo, sarebbe una rara testimonianza di chiesa del tipo Kuppelhalle pugliese in territorio campano.
- Palazzo feudale

Il palazzo dei signori feudali di Molinara, posto in un angolo del borgo, fino al 1962 era praticamente intatto; oggi invece, pur non essendo stravolto nell'impianto, presenta larghe porzioni ricostruite. Si ritiene che esso fosse originariamente il mastio del borgo fortificato, e le sue murature più antiche sono analoghe a quelle della chiesa di Santa Maria dei Greci databili all'XI secolo. L'edificio si sviluppa intorno ad una corte interna, cui si accede tramite un maestoso ingresso ad arco. Nel centro del cortile è un pozzo, nel cui parapetto è stata integrata una stele funeraria di età romana.
- Via Micaelica

Molinara era attraversata dalla Via Micaelica, un antico itinerario di pellegrinaggio che univa Roma al santuario di San Michele Arcangelo sul Gargano; in paese erano infatti presenti un ospizio e un bivacco. La Via Micaelica si ricollegava inoltre alla più importante Via Francigena nel tratto che univa Benevento a Troia.

## Società

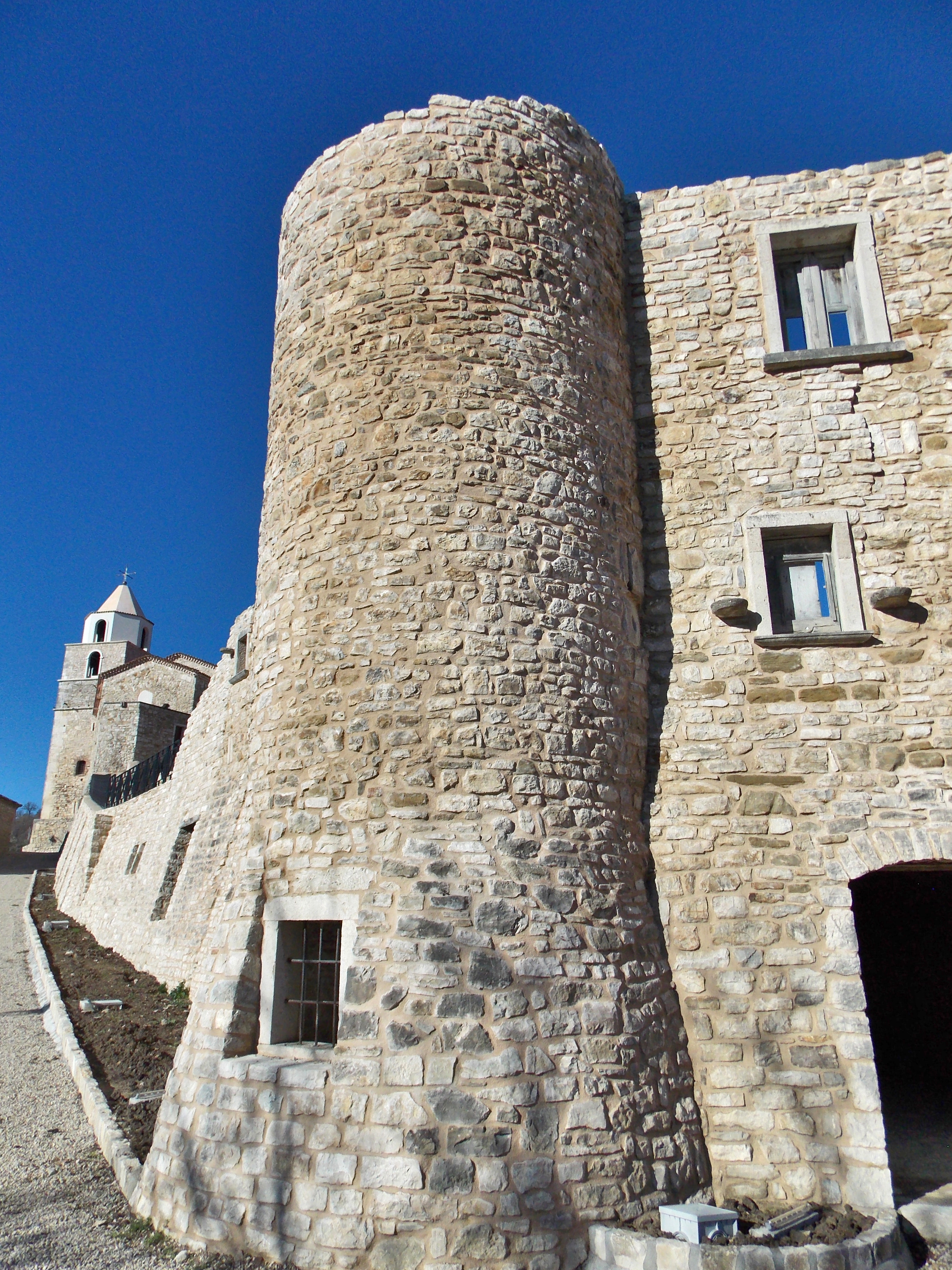
Una torre delle mura, con il campanile di Santa Maria dei Greci sullo sfondo

### Evoluzione demografica
Abitanti censiti

## Cultura

### Eventi
Molinara Crossroads (tra giugno e agosto): festival internazionale della musica nordamericana.

## Economia
Nel territorio si produce l'olio di oliva delle colline beneventane, che ne rappresenta il più importante prodotto agricolo.
Nel mese di ottobre del 2013 è stata costituita l'Associazione per la Valorizzazione dell'Olio di Molinara con lo scopo di determinare le qualità particolari dell'olio di Molinara e, di conseguenza, far confluire l'intera produzione in un'unica offerta garantita da un marchio e da una filiera riconosciuta e condivisa dai soci.
L'attività principali del luogo si basano sulla pastorizia.